# Escudo de la provincia de Zaragoza
El escudo de la provincia de Zaragoza está compuesto por los mismos elementos que el Aragón a los que se les añade un escusón central:
- En el primer cuartel, Árbol de Sobrarbe, de oro (amarillo o dorado), una encina arrancada de sinople (verde) surmontada por una cruz griega de gules (rojo) que es el escudo de Sobrarbe.
- En el segundo cuartel, Cruz de Íñigo Arista, de azur (azul), en el cantón diestro de jefe, una cruz de plata agujada por abajo
- En el tercero, Cruz de Alcoraz, de plata una cruz de gules (rojo) que es la Cruz de San Jorge, cantonada de cuatro cabezas de moro al natural.
- En el cuarto, de oro, Señal Real de Aragón, cuatro palos de gules que son las armas del Reino de Aragón (Barras de Aragón).

Sobre el todo, en escusón de azur, un pilar de plata con la base y capitel del mismo esmalte (color) cargado de una cruz de Santiago de gules. El timbre, corona real aragonesa, abierta y sin diademas que es un círculo de oro, engastado de piedras preciosas, compuesto de florones, visibles cinco, interpolados.
El pilar alude a la tradición —descrita por vez primera en el siglo XIII, en un códice de las Moralia, sive Expositio in Job de Gregorio Magno— de la aparición de la Virgen María en Zaragoza el 2 de enero del año 39. La versión actual del escudo provincial fue aprobada el 1 de marzo de 1940. Anteriormente, desde el siglo XIX, la provincia de Zaragoza poseía un escudo partido con la barras de Aragón y el león de oro sobre campo de gules del blasón de la ciudad de Zaragoza timbrado con una corona real cerrada.